# Giōrgos Pantziaras
Giōrgos Pantziaras (in greco: Γιώργος Παντζιαράς; 20 agosto 1952) è un ex calciatore cipriota, di ruolo portiere.

## Carriera
Ha giocato 22 partite per la Nazionale cipriota tra il 1976 e il 1989.